# Len Chappell
Leonard Roy „Len” Chappell (ur. 31 stycznia 1941 w Portage, zm. 12 lipca 2018 w Oconomowoc) – amerykański koszykarz, występujący na pozycjach silnego skrzydłowego oraz środkowego, uczestnik meczu gwiazd NBA.

## Osiągnięcia
Na podstawie, o ile nie zaznaczono inaczej.
NCAA
- Uczestnik rozgrywek NCAA Final Four (1962)
- 2-krotny mistrz Konferencji Atlantic Coast (1961, 1962)
- Wicemistrz Konferencji Atlantic Coast (1960)
- 2-krotny MVP turnieju konferencji Atlantic Coast (1961, 1962)[3]
- Sportowiec Roku Konferencji ACC (1962)
- 2-krotny Koszykarz Roku Konferencji Atlantic Coast (1961, 1962)[4]
- Zaliczony do:
  - I składu:
    - All-American (1962)
    - turnieju NCAA (1962)[5]

  - 50th Anniversary Men's Basketball Team – grona 50. najlepszych zawodników w historii konferencji Atlantic Coast (2003)
- Uczelnia Wake Forest zastrzegła należący do niego numer 50

NBA
- Uczestnik meczu gwiazd NBA (1964)[6]